# Onoda: 10.000 nits a la jungla
Onoda: 10.000 nits a la jungla (originalment en japonès, ONODA 一万夜を越えて; en francès, Onoda, 10 000 nuits dans la jungle) és una pel·lícula de drama i d'aventures del 2021 dirigida per Arthur Harari i escrita pel mateix Harari i Vincent Poymiro, amb la col·laboració de Bernard Cendron, inspirada lliurement en la vida de Hiroo Onoda. És una coproducció internacional entre França, Japó, Alemanya, Bèlgica, Itàlia i Cambodja. Ha estat subtitulada al català.
La pel·lícula és protagonitzada per Yuya Endo com a Onoda, un soldat japonès que es va negar a creure que la Segona Guerra Mundial havia acabat i va continuar lluitant en una remota illa filipina fins al 1974. S'inspira especialment en la biografia de Cendron i Gérard Chenu de 1974 Onoda, seul en guerre dans la jungle i en els arxius de Cendron i les seves converses amb Harari. No es basa en les memòries d'Onoda, i Harari considera la cinta és més una ficció cinematogràfica que no pas una pel·lícula biogràfica.
La pel·lícula va obrir la secció Un Certain Regard del Festival de Canes de 2021 el 7 de juliol de 2021. Es va estrenar als cinemes del Regne Unit i Irlanda amb la distribuïdora Third Window Films el 15 d'abril de 2022. La subtitulació de la pel·lícula en català va arribar als cinemes el 6 de maig.
La pel·lícula va guanyar el premi Louis Delluc del 2021. En els XI Premis Magritte va rebre una nominació a la categoria a la millor pel·lícula estrangera en coproducció.

## Repartiment
- Yuya Endo com al jove Hiroo Onoda
- Kanji Tsuda com al vell Hiroo Onoda
- Yuya Matsuura com al jove Kinshichi Kozuka
- Tetsuya Chiba com al vell Kinshichi Kozuka
- Shinsuke Kato com a Shimada
- Kai Inowaki com a Akatsu
- Issey Ogata com a Taniguchi
- Taiga Nakano com a Norio Suzuki
- Nobuhiro Suwa com a Tanejirō Onoda
- Mutsuo Yoshioka com al capità Hayakawa
- Tomomitsu Adachi com a Kuroda
- Kyusaku Shimada com a lloctinent Suehiro
- Angeli Bayani com a Iniez
- Jemuel Cedrick Satumba com al presoner filipí[2]